# 신연희
신연희(申燕姬, 1948년 1월 8일~ )은 대한민국의 공무원, 정치인이다. 제20·21대 서울 강남구청장을 지냈으며, 비자금 횡령 등의 죄목으로 2018년에 징역 2년형을 선고받고 2020년에 출소하였다.

## 학력
- 고려대학교 행정학 학사
- 서울시립대학교 대학원 도시행정학 석사
- 서울시립대학교 대학원 도시행정학 박사

## 경력
- 1973년 서울시 7급 공무원 시험 합격
- 1974년 서울특별시 종로구청 사회복지과 근무
- 서울특별시 청소년계 계장
- 1988년 7월 9일~ 마포부녀복지관 관장
- 1990년 1월 1일~ 서울특별시 복지국 가정복지과 가정복지계 계장
- 1993년 1월 22일~ 서울특별시 산업국 소비자보호과 과장
- 1994년 3월 16일~ 서울특별시 복지국 부녀복지과 과장
- 1996년 1월 14일~ 서울특별시 복지국 여성복지과 과장
- 1998년~ 서울특별시 여성개발담당관
- 1999년 5월 21일~ 서울특별시 행정관리국 회계과 과장
- 2002년~ 서울특별시 강북구 부구청장
- 2004년~ 서울특별시 행정국 국장
- 2006년~ 서울특별시 여성가족정책관
- 2006년~ 서울특별시 복지,여성정책보좌관
- 서울특별시 공직자윤리위원회 위원
- 2006년~ 서울시정개발연구원 선임연구원
- 2006년~ 서울시립대학교 행정학과 겸임교수
- 공무원 연금급여재심사위원회 위원
- 한나라당 제17대 대통령선거 중앙대책위원회 양성평등본부 자문위원
- 한나라당 제17대 이명박대통령 후보자 서울특별시 선거대책위원회 부위원장
- 제17대 대통령 취임준비위원회 자문위원
- 서울시립대학교 대학원 행정학과 겸임교수
- 서울중앙지방법원 조정위원회 위원
- 서울특별시 여성가족재단 이사
- 한나라당 대외협력위원회 위원
- 유관순교육사업회 이사
- 서울특별시시우회 부회장
- 공무원 연금공단 비상임이사
- DMZ 미래연합 이사
- 대한노인회 중앙회 사무총장
- 2010년 7월~2014년 6월: 제20대(민선5기) 서울특별시 강남구청장
- 2014년 7월~2018년 2월: 제21대(민선6기) 서울특별시 강남구청장

## 수상
- 1998년 녹조근정훈장
- 홍조근정훈장
- 2014년 2014 세종대왕 나눔봉사상 대상

## 논란

### 강남특별자치구 논란 및 여론조작 논란
한국전력이 본사를 이전해 현대자동차그룹에 본사가 매각되고 현대차에서 이 부지를 개발하기로 하면서 1조7000억원가량의 공공기여금을 서울시에 납부하자 서울시는 삼성동에서 송파구 잠실의 서울종합운동장에 걸친 '국제교류복합지구' 개발에 쓰겠다고 밝혔다. 이에 강남구는 강남구에만 공공기여금을 사용해야야 한다고 주장하며 서울시가 강남구를 강남특별자치구로 분리시킬 것을 중앙정부에 건의해달라고 요청했다. 또한 강남구는 수서동 행복주택, 구룡마을 재개발 사안 등에 대해 서울시와 대립했다.
경향신문은 강남구의회 구의원과 조사를 벌여 강남구청 공무원들이 인터넷 포털사이트에 서울시를 비방하고 강남구를 지지하는 댓글을 조직적으로 작성해 온 정황이 포착됐다고 12월 8일 보도하였다.
댓글을 단 직원들이 소속된 '시민의식선진화팀'은 강남구에 만연한 불법 성매매와 퇴폐업소를 단속하기 위해 신설된 부서로서 성매매·퇴폐업소 단속에 대해 특별사법경찰 권한을 가지며 댓글은 공식 업무와 관련이 없다. 댓글을 단 선진화팀 팀장은 경향신문과의 통화에서 “개인적으로 한 일”이라고 밝혔지만 업무시간에 주로 댓글이 달렸다는 점에서 의혹이 제기됐다.
10월15일 신연희 강남구청장이 자신의 ‘강남특별자치구’ 발언에 대한 지지여론이라며 구의회 구정질문에 인터넷 기사 댓글 24개를 들고나갔는데 이중 17개가 갑자기 삭제됐다. 서울시 조사 결과 서울시비방 댓글을 단 아이디가 서울시 메일와 유사한 사실과 의혹 제기 이후 댓글이 삭제된 정황이 포착되었다.
한전부지 개발과 관련한 서울시와의 갈등을 민방위교육에서 언급하다가 교육참여 민방위 참여자와 언쟁을 하기도 했다.

### 횡령 및 직권남용 등
2017년 7월 11일 서울지방경찰청 지능범죄수사대는 강남구청 비서실, 총무과 등을 압수수색하여 예산 사용 내역 기재 서류 및 증빙철 등 신연희의 횡령이 입증되는 자료를 압수했다. 2017년 8월 7일 강남구청 전산실 등에 대해 2차 압수수색하였으나, 강남구청의 전산정보과장이 출력물보안시스템 서버를 삭제하여 총무팀장이 작성한 보고서를 모두 삭제한 증거인멸 행위가 확인되었다. 이에 전산정보과장은 2017년 9월 21일 증거인멸 혐의로 구속되었으며, 2018년 1월 18일 징역 2년형이 선고되었다.
2018년 2월 22일 서울지방경찰청 지능범죄수사대는 신연희에 대해 업무상횡령, 직권남용권리행사방해, 강요 혐의로 구속영장을 신청했고, 2월 23일 서울중앙지방검찰청 형사3부(부장검사 이진동)은 이를 받아들여 구속영장을 청구했다. 서울중앙지법원 박범석 영장전담 부장판사는 2018년 2월 27일 오전 10시 30분부터 신연희에 대한 영장실질심사를 진행하였고, 2월 28일 오전 12시 9분경 구속영장을 발부하였다. 경찰 조사 결과 신연희는 2010년 7월 강남구청장 취임부터 2015년 10월까지 구청 각 부서에 지급되는 격려금과 포상금 총 9300여만원을 총무팀장을 통해 현금화하고, 비서실장에게 지시하여 개인적인 목적에 집행하였다. 신연희는 이를 동문회비, 당비, 지인 경조사비, 지역인사 명절선물 구입비, 정치인 후원회비, 미용실 이용비, 화장품 구입비 등에 사용(업무상횡령)하였다. 또한 2012년 10월 구청의 위탁요양병원 선정업체 대표에게 제부의 취업을 강요(직권남용권리행사방해, 강요)한 사실도 확인되었다.
2018년 8월 16일 서울중앙지법 형사5단독 김현덕 판사는 업무상횡령, 직권남용, 증거인멸 등 혐의로 구속기소된 신 전 구청장의 혐의를 모두 유죄로 인정하고 징역 3년을 선고했다.

## 역대 선거 결과
|  | 44.23% |

|  | 61.25% |